# Emotional Technology
Emotional Technology je čtvrté album od amerického producenta Briana Wayna Transeau, také známého jako BT. Bylo vydáno roku 2003 a je na něm 13 skladeb.

## Seznam skladeb
1. „The Meeting of a Hundred Yang“ – 0:44
2. „Knowledge of Self“ – 6:41
3. „Superfabulous“ – 4:40
4. „Somnambulist“ – 4:20
5. „The Force of Gravity“ – 8:19
6. „Dark Heart Dawning“ – 7:08
7. „The Great Escape“ – 6:58
8. „PARIS“ – 7:51
9. „Circles“ – 4:43
10. „The Last Moment of Clarity“ – 7:21
11. „Communicate“ – 5:48
12. „Animals“ – 7:24
13. „The Only Constant Is Change“ – 6:16

## Japonský bonusový disk
Japonské vydání alba Emotional Technology mělo druhý disk 'rarities & remixes'. Mnoho z remixů se také nachází na The Technology EP. Bonusový disk obsahuje tyto skladby:
1. „Kimosabe“ – 6:55
2. „Tao of the Machine“ – 5:04
3. „Love in the Time of Thieves“ – 6:21
4. „The Revolution“ – 4:19
5. „Somnambulist (Junkie XL Vocal Mix)“ – 8:56
6. „Somnambulist (Sander Kleinenberg Convertible Mix)“ – 10:03
7. „Somnambulist (Burufunk Remix)“ – 7:30
8. „The Great Escape (Attention Deficit Mix)“ – 10:37
9. „The Force of Gravity (Dylan Rhymes Push-up Mix)“ – 8:37
10. „The Force of Gravity (Tiësto Remix)“ – 7:48

## Singly
Na albu je pouze jeden oficiální singl „Somnambulist (Simply Being Loved)“. Nicméně, The Technology EP je považováno za neoficiální singl pro „Superfabulous“, „The Force of Gravity“ a „The Great Escape“.